# Autoworks 200 1990
Autoworks 200 1990 var ett race som var säsongspremiären i CART World Series 1990. Racet kördes den 8 april på Phoenix International Raceway. Rick Mears tog hand om segern och mästerskapsledningen. Han hade även tagit pole position med en halvsekunds marginal, vilket var extremt mycket på en kort oval. Bobby Rahal slutade tvåa, medan Al Unser Jr. blev trea.

## Slutresultat
| Plats | Förare             | Team                    | Grid | Kvaltid |
| ----- | ------------------ | ----------------------- | ---- | ------- |
| 1     | Rick Mears         | Penske Racing           | 1    | 21,407  |
| 2     | Bobby Rahal        | Galles-Kraco Racing     | 4    | 21,996  |
| 3     | Al Unser Jr.       | Galles-Kraco Racing     | 2    | 21,904  |
| 4     | Mario Andretti     | Newman/Haas Racing      | 6    | 22,145  |
| 5     | Emerson Fittipaldi | Marlboro Team Penske    | 3    | 21,945  |
| 6     | Danny Sullivan     | Marlboro Team Penske    | 5    | 22,008  |
| 7     | Eddie Cheever      | Chip Ganassi Racing     | 18   | 23,479  |
| 8     | Pancho Carter      | Leader Cards Racing     | 15   | 23,094  |
| 9     | Arie Luyendyk      | Doug Shierson Racing    | 9    | 22,420  |
| 10    | Scott Goodyear     | Doug Shierson Racing    | 17   | 23,421  |
| 11    | Jeff Wood          | Todd Walther Racing     | 21   | 24,248  |
| 12    | Guido Daccò        | Euromotorsport          | 24   | 25,201  |
| 13    | Scott Brayton      | Dick Simon Racing       | 10   | 22,470  |
| 14    | Didier Theys       | Vince Granatelli Racing | 19   | 23,981  |
| 15    | Dean Hall          | Dale Coyne Racing       | 23   | 24,540  |
| 16    | Roberto Guerrero   | Patrick Racing          | 14   | 22,890  |
| 17    | John Andretti      | Porsche Motorsports     | 16   | 23,417  |
| 18    | Raul Boesel        | Truesports Co.          | 11   | 22,493  |
| 19    | Jim Crawford       | Team Menard             | 20   | 24,180  |
| 20    | Michael Andretti   | Newman/Haas Racing      | 8    | 22,304  |
| 21    | Randy Lewis        | Arciero Racing          | 22   | 24,454  |
| 22    | A.J. Foyt          | A.J. Foyt Enterprises   | 12   | 22,671  |
| 23    | Dominic Dobson     | Bruce Leven Racing      | 7    | 22,275  |
| 24    | Teo Fabi           | Porsche Motorsports     | 13   | 22,852  |